# Tom Stiansen
Tom Stiansen (ur. 3 września 1970 w Borgen) – norweski narciarz alpejczyk, specjalista konkurencji technicznych, mistrz świata.

## Kariera
W zawodach Pucharu Świata zadebiutował 12 stycznia 1992 roku w Garmisch-Partenkirchen, zajmując ósme miejsce w supergigancie. Tym samym już w swoim debiucie wywalczył pierwsze pucharowe punkty. Na podium zawodów tego cyklu po raz pierwszy stanął 16 stycznia 1996 roku w Adelboden, kończąc giganta na trzeciej pozycji. W zawodach tych wyprzedzili go dwaj Szwajcarzy: Michael von Grünigen i Urs Kälin. Łącznie siedem razy stawał na podium, odnosząc przy tym jedno zwycięstwo: 1 grudnia 1996 roku w Breckenridge był najlepszy w slalomie. Najlepsze wyniki osiągnął w sezonie 1996/1997, kiedy zajął 26. miejsce w klasyfikacji generalnej, a w klasyfikacji slalomu był siódmy. Był też dziesiąty w klasyfikacji slalomu w sezonach 1997/1998 i 1998/1999.
Na mistrzostwach świata w Sestriere w 1997 roku zdobył złoty w slalomie; wyprzedził wówczas Francuza Sebastiena Amieza i Włocha Alberto Tombę. Na tych samych mistrzostwach nie ukończył slalomu giganta. Był też między innymi ósmy w slalomie podczas mistrzostw świata w Sankt Moritz w 2003 roku. W 1992 roku wystartował na igrzyskach olimpijskich w Albertville, gdzie jego najlepszym wynikiem było ósme miejsce w supergigancie. Na rozgrywanych sześć lat później igrzyskach w Nagano był czwarty w swej koronnej konkurencji. W zawodach tych walkę o podium przegrał z Austriakiem Thomasem Sykorą o 0,22 sekundy. Brał też udział w igrzyskach olimpijskich w Salt Lake City w 2002 roku, zajmując dwunastą pozycję w slalomie specjalnym.
Karierę sportową zakończył po sezonie 2004/2005. Jest żonaty, ma dwoje dzieci.

## Osiągnięcia

### Igrzyska olimpijskie
| Miejsce | Dzień     | Rok  | Miejscowość    | Konkurencja | Czas biegu | Strata | Zwycięzca           |
| ------- | --------- | ---- | -------------- | ----------- | ---------- | ------ | ------------------- |
| 32.     | 9 lutego  | 1992 | Albertville    | Zjazd       | 1:50,37    | +5,25  | Patrick Ortlieb     |
| DNF1    | 11 lutego | 1992 | Albertville    | Kombinacja  | 14,58 pkt  | –      | Josef Polig         |
| 8.      | 16 lutego | 1992 | Albertville    | Supergigant | 1:13,04    | +1,47  | Kjetil André Aamodt |
| 17.     | 19 lutego | 1998 | Nagano         | Gigant      | 2:38,51    | +4,37  | Hermann Maier       |
| 4.      | 21 lutego | 1998 | Nagano         | Slalom      | 1:49,31    | +1,59  | Hans Petter Buraas  |
| 12.     | 23 lutego | 2002 | Salt Lake City | Slalom      | 2:23,28    | +4,13  | Jean-Pierre Vidal   |

### Mistrzostwa świata
| Miejsce | Dzień     | Rok  | Miejscowość       | Konkurencja | Czas biegu | Strata | Zwycięzca            |
| ------- | --------- | ---- | ----------------- | ----------- | ---------- | ------ | -------------------- |
| DNF2    | 23 lutego | 1996 | Sierra Nevada     | Gigant      | 1:58,63    | –      | Alberto Tomba        |
| 13.     | 25 lutego | 1996 | Sierra Nevada     | Slalom      | 1:42,26    | +3,97  | Alberto Tomba        |
| DNF1    | 12 lutego | 1997 | Sestriere         | Gigant      | 2:48,23    | –      | Michael von Grünigen |
| 1.      | 15 lutego | 1997 | Sestriere         | Slalom      | 1:51,70    | –      | –                    |
| 14.     | 12 lutego | 1999 | Vail/Beaver Creek | Gigant      | 2:19,31    | +3,28  | Lasse Kjus           |
| DNF2    | 14 lutego | 1999 | Vail/Beaver Creek | Slalom      | 1:42,12    | –      | Kalle Palander       |
| 8.      | 16 lutego | 2003 | Sankt Moritz      | Slalom      | 1:40,66    | +1,45  | Ivica Kostelić       |

### Puchar Świata

#### Miejsca w klasyfikacji generalnej
- sezon 1991/1992: 78.
- sezon 1992/1993: 70.
- sezon 1993/1994: 145.
- sezon 1995/1996: 28.
- sezon 1996/1997: 26.
- sezon 1997/1998: 38.
- sezon 1998/1999: 35.
- sezon 1999/2000: 77.
- sezon 2000/2001: 95.
- sezon 2001/2002: 40.
- sezon 2002/2003: 47.
- sezon 2003/2004: 38.
- sezon 2004/2005: 136.

### Miejsca na podium w zawodach
1. Adelboden – 16 stycznia 1996 (gigant) – 3. miejsce
2. Kvitfjell – 9 marca 1996 (gigant) – 2. miejsce
3. Breckenridge – 1 grudnia 1996 (slalom) – 1. miejsce
4. Yongpyong – 1 marca 1998 (slalom) – 3. miejsce
5. Aspen – 28 listopada 1998 (slalom) – 3. miejsce
6. Madonna di Campiglio – 10 grudnia 2001 (slalom) – 3. miejsce
7. Kranjska Gora – 29 lutego 2004 (slalom) – 2. miejsce